# Tuần hoàn mạch vành
Tuần hoàn mạch vành là tuần hoàn đưa máu tới  tim, tạo điều kiện cho tim hoạt động. Máu của tim được nuôi dưỡng bởi mạch vành các động mạch vành chính nằm trên bề mặt tim và các động mạch nhỏ hơn sau đó thâm nhập từ bề mặt vào cơ tim. Mạch vành nhận máu từ động mạch trung tâm. Chỉ có 1/10 bề mặt của tim được nuôi dưỡng trực tiếp từ máu bên trong buồng tim.
Động mạch vành trái cấp máu phần trước và bên tâm thất trái trong khi động mạch vành phải cấp máu cho thất phải và phần sau của thất trái. 

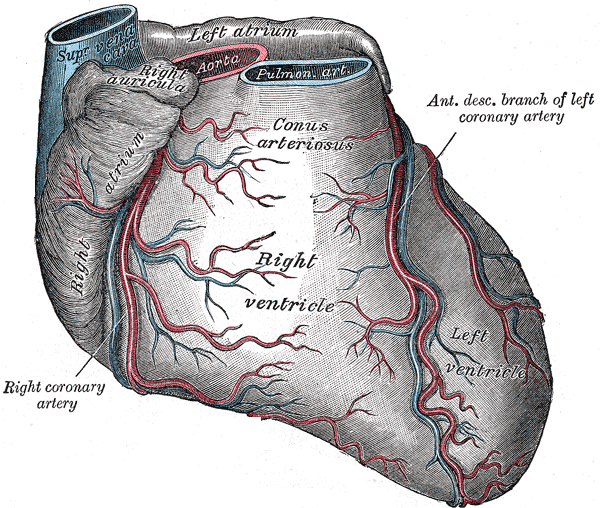
Phía trước động mạch vành trái.

Hầu hết máu từ tĩnh mạch vành trái trở về tâm nhĩ phải thông qua xoang vành chiếm 75%. Mặt khác máu từ thất phải thông qua tĩnh mạch nhỏ chảy trực tiếp vào tâm nhĩ phải. một lượng nhỏ máu của tĩnh mạch vành về tim thông qua tĩnh mạch tim nhỏ.

## Đặc điểm
Tuần hoàn mạch vành vừa là tuần hoàn của tim, đảm bảo cung cấp oxy và các chất dinh dưỡng cho tim hoạt động, lại vừa phải chịu ảnh hưởng của hoạt động tim, vì tim co bóp tống máu vào động mạch chủ, nơi xuất phát của động mạch vành.
Tuần hoàn mạch vành quan trọng ở chỗ nó đảm bảo cho tim hoạt động, tức là đảm bảo tưới máu cho toàn bộ cơ thể.
Về mặt cấu trúc - chức năng, tuần hoàn mạch vành gồm hai động mạch là động mạch vành phải và động mạch vành trái có nguyên ủy từ quai động mạch chủ, ngay sau van tổ chim. động mạch vành trái chủ yếu cung cấp máu cho mặt trước và mặt bên của tâm thất trái. Động mạch vành phải cung cấp máu cho toàn bộ tâm thất phải và mặt sau tâm thất trái. Ở tuần hoàn mạch vành có rất ít hệ thống nối thông các động mạch với nhau nên nếu bị tắc một động mạch, đặc biệt là động mạch lớn thì rất nguy hiểm vì thiếu cung cấp máu cho phần mô tương ứng, gây nhồi máu cơ tim, có thể dẫn đến tử vong.

Sơ đồ tim

Tuần hoàn mạch vành diễn ra trong một khối cơ rỗng. luôn co bóp nhịp nhàng nên động học máu của tuần hoàn mạch vành cũng thay đổi một cách nhịp nhàng. Vì tâm thất trái co bóp mạnh hơn tâm thất phải nên tuần hoàn mạch vành ở tâm thất trái thay đổi theo nhịp hoạt động của tim nhiều hơn ở tâm thất phải. Máu tưới tâm thất trái chỉ có ở thì tâm trương, trong thì tâm thu hầu như không có máu tưới. Còn ở tâm thất phải thì máu tưới đều, tuy vậy trong thì tâm thu lượng máu tới tâm thất phải cũng ít hơn.
Áp suất và tốc độ máu trong tuần hoàn mạch vành thay đổi theo các giai đoạn hoạt động của tim: trong giai đoạn đầu của thì tâm thu (lúc tim bắt đầu tống máu vào động mạch chủ) áp suất máu trong hệ thống mạch vành tăng lên đột ngột, tốc độ dòng máu tăng chậm sau đó. Trong giai đoạn tâm thu mạch sau đó (ở thì tống máu), áp suất vẫn cao nhưng tốc độ dòng máu thì giảm do cơ tâm thất bóp chặt, đặc biệt ở tâm thất trái tấc độ dòng máu giảm thấp hẳn. Trong thì tâm trương áp suất giảm nhưng tốc độ dòng máu tăng, do cơ tim giãn ra hoàn toàn, mở thông lưới mạch vành. Hầu hết máu từ tĩnh mạch vành trái trở về tâm nhĩ phải thông qua xoang vành chiếm 75%.
Lưu lượng mạch vành: ở người bình thường lưu lượng mạch vành lúc ngủ là khoảng 225 ml/phút, tức 80 ml/100 gam/ phút (quả tim nặng khoảng 250 đến 300 gam). Trong lao động nặng, lưu lượng mạch vành có thể tăng lên 4 đến 5 lần để đấp ứng với nhu cầu cung cấp oxy cho tim hoạt động.
Mức tiêu thụ oxy của cơ tim: khi nghỉ ngơi, tim tiêu thụ khoảng 15% tổng lượng oxy của toàn cơ thể, tức là khoảng 30 ml/phút hay 10 ml/100 gam/phút. Hiệu số sử dụng oxy trong 100 ml máu (so sánh giữa lượng oxy ở động mạch với lượng oxy ở tĩnh mạch) là khoảng 11 - 12 ml oxy/100 ml máu, cao nhất trong các mô của cơ thể.

## Điều hòa lưu lượng mạch vành
Lưu lượng mạch vành được điều hòa bằng các cơ chế thần kinh và thể dịch. Trong đó vai trò điều hòa tại chỗ của oxy là yếu tố quan trọng và cơ bản nhất.

### Vai trò của oxy
Lưu lượng mạch vành phụ thuộc vào nhu cầu dinh dưỡng của cơ tim. Trong đó nhu cầu oxy là yếu tố cơ bản điều hoà lưu lượng mạch vành. Khi oxy trong máu giảm gây giãn mạch vành, tăng lưu lượng máu đến cơ tim.
Khi cơ thể ở trạng thái nghỉ ngơi thì cơ tim sử dụng khoảng 65 - 70% lượng oxy trong máu động mạch vành. Khi tim tăng cường hoạt động, nhu cầu oxy tăng lên tương ứng, nhưng máu không thể nhường thêm oxy cho cơ tim được vì phần còn lại rất ít. Để đáp ứng nhu cầu đó, mạch vành giãn ra, làm tăng lượng máu đến nuôi cơ tim.
- Cơ chế giãn mạch vành do thiếu oxy chưa được chứng minh đầy đủ, nhưng có thể giải thích như sau:[1]
  1. Khi oxy giảm trong máu mạch vành thì cũng giảm trong các tế bào cơ tim, gây giải phóng các chất làm giãn mạch. Chất gây giãn mạch mạnh nhất là adenosin (là sản phẩm được phân giải từ ATP của tế bào). Ngoài ra còn có một số chất khác như ion kali, hydro, carbonic, bradykinin, prostaglandin.
  2. Khi thiếu oxy thì không những tế bào cơ tim bị ảnh hưởng, mà cả các tế bào của thành mạch cũng bị ảnh hưởng, do đó mạch máu dễ giãn vì thiếu năng lượng cần thiết để giữ vững trương lực thành mạch.
- Các nguyên nhân làm tăng tiêu thụ oxy của cơ tim:[1]
  1. Cường độ làm việc của tim: Càng tăng cường độ làm việc tim càng tiêu thụ nhiều oxy, oxy giảm trong máu sẽ gây giãn mạch, tăng lưu lượng mạch vành.
  2. Các nguyên nhân khác: Các hormon tuỷ thượng thận (adrenalin, noradrenalin), hormon tuyến giáp (T3, T4), ion calci, digital, tăng nhiệt độ ở tim... đều làm tăng chuyển hóa ở sợi cơ tim, làm tăng sử dụng oxy, do đó làm giãn mạch, tăng lưu lượng mạch vành.

### Vai trò của hệ thần kinh tự chủ
Khi kích thích các dây thần kinh tự chủ đến tim thì gây thay đổi lưu lượng mạch vành theo hai cơ chế là ảnh hưởng trực tiếp do tác động của các hoá chất trung gian lên mạch vành và ảnh hưởng gián tiếp do làm thay đổi hoạt động tim.
- Ảnh hưởng gián tiếp: Cơ chế này quan trọng hơn cơ chế ảnh hưởng trực tiếp.[1]
  1. Kích thích dây thần kinh giao cảm làm tăng hoạt động tim, dẫn tới tăng mức tiêu thụ oxy của cơ tim, nên oxy trong máu giảm, gây giãn mạch tăng lưu lượng mạch vành.
  2. Kích thích các sợi thần kinh phó giao cảm làm giảm hoạt động tim, gây tác dụng ngược lại.
- Ảnh hưởng trực tiếp:[1]
  1. Sự phân phối sợi thần kinh phó giao cảm đến hệ thống mạch vành rất ít ỏi, nên khi kích thích dây phó giao cảm gây ảnh hưởng không đáng kể đến lưu lượng mạch vành.
  2. Sự phân phối các sợi thần kinh giao cảm đến mạch vành rất phong phú. Tác dụng làm co hoặc giãn mạch vành khi kích thích sợi giao cảm tuỳ thuộc vào các receptor có mặt trên các mạch vành. Kích thích alpha-receptor thì gây co mạch, còn kích thích beta-receptor thì gây giãn mạch. Các mạch máu ở vùng ngoại tâm mạc có alpha-receptor, ở trong khối cơ tim có beta-receptor. Nên khi kích thích các sợi thần kinh giao cảm thì gây co các mạch ở vùng ngoại tâm mạc và gây giãn các mạch trong khối cơ tim.

### Vai trò của các chất chuyển hoá trung gian ở cơ tim
Các chất chuyển hoá trung gian như khí CO2, ion kali, lactat, pyruvat cũng có tác dụng tại chỗ làm giãn mạch, tăng lưu lượng mạch vành.

## Trao đổi chất cơ tim
Trong điều kiện bình thường, cơ tim sử dụng acid béo làm nguồn năng lượng chính (chiếm 70%). Tuy nhiên, khi thiếu máu đến tim thì quá trình thủy phân kị khí glucose để sinh ra năng lượng duy trì hoạt động của tim. Tuy nhiên, tiêu thụ một lượng lớn đường huyết động thời sinh ra acid lactic là một trong những nguyên nhân gây thiếu máu tim và đau tim. Đáng chú ý là trong các mô khác, hơn 95% năng lượng chuyển hóa giải phóng từ các loại thực phẩm được sử dụng để tạo thành ATP trong ty thể. ATP này lần lượt đóng vai trò như các băng tải năng lượng cho sự co cơ tim và các chức năng khác của tế bào. Trong thiếu máu mạch vành nặng, ATP giáng hóa thành ADP, AMP và adenosine. Màng cơ tim có tính thấm với adenosine nên sẽ khuếch tán từ trong tế bào cơ tim ra hệ tuần hoàn.
Các adenosine sinh ra là một trong những chất gây giãn nở của các tiểu động mạch vành trong tình trạng thiếu oxy. Tuy vậy, mất adenosine cũng có một hậu quả nghiêm trọng của tế bào. Trong vòng ít nhất là 30 phút của thiếu máu mạch vành nặng, như xảy ra sau nhồi máu cơ tim, khoảng một nửa base adenine có thể bị mất từ các cơ tim bị ảnh hưởng. Hơn nữa, sự mất mát này có thể được thay thế bởi sự tổng hợp mới của adenine với tỷ lệ chỉ 2 % mỗi giờ. Do đó, khi cơn nghiêm trọng của thiếu máu cục bộ vành có kéo dài trong 30 phút hoặc hơn, của thiếu máu cục bộ có thể là quá muộn để ngăn ngừa thương tích và tử vong của tim tế bào. điều này xảy ra gần như chắc chắn là một trong những chính nguyên nhân tử vong của tế bào tim trong thời gian cơ tim thiếu máu.

## Thiếu máu tim

### Xơ vữa động mạch

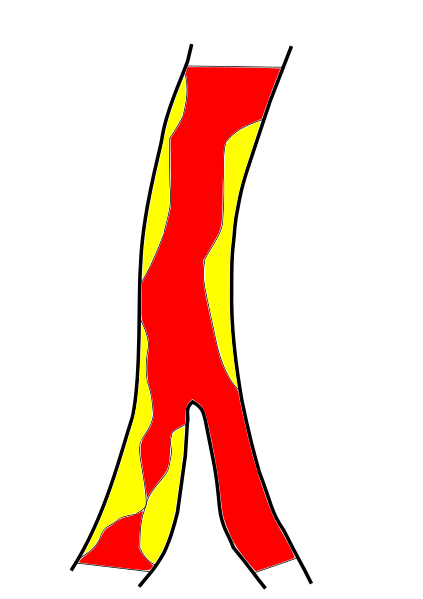
Hình ảnh minh họa xơ vữa động mạch

Ở những người có khuynh hướng di truyền xơ vữa động mạch, người tiêu thụ nhiều các loại thực phẩm có chứa chất béo, hay người có huyết áp cao hoặc tổn thương các tế bào nội mô của máu động mạch vành sẽ có một lượng lớn cholesterol  lắng đọng dưới nội mạc tại nhiều điểm trong động mạch khắp cơ thể. Nội mạc dần bị mô xơ và thường xuyên vôi hóa. Kết quả sự phát triển mảng xơ vữa động mạch mà cản trở lưu thông máu. Xơ vữa hay ở mạch vành.

### Tắc mạch vành cấp tính

Ảnh động thể hiện sự hình thành cục máu đông

Tắc cấp tính động mạch vành thường xuyên xảy ra người có tiền sử bệnh tim mạch, xơ vữa động mạch nhưng hầu như không bao giờ ở một người với một tuần hoàn mạch vành bình thường. tắc cấp tính có thể kết quả từ bất kỳ một trong các điều kiện sau.
1. Sự hình thành mảng xơ vữa được hình thành từ các cục máu đông được gọi là huyết khối. Huyết khối thường xảy ra tại mạch xơ cứng đã phá vỡ lớp nội mạc. Khi tiếp xúc với các tiểu cầu và fibrin được giải phóng hình nên huyết khối. Hoặc đôi khi mảng xơ vữa được tách ra khỏi mạch xơ cứng và lưu thông trong hệ tuần hoàn gây tắc nghẽn mạch vành.
2. Co thắt mạch vành có thể xảy ra do kích thích co cơ của mạch vành bởi mảng bám trên xơ cứng mạch hoặc nó là kết quả của phản xạ thần kinh gây ra. Kết quả hình thành nên huyết khối.

Mức độ tổn thương cơ tim gây ra bằng cách từ từ phát triển xơ vữa do co thắt của động mạch vành hoặc do tắc mạch vành đột ngột dẫn đến sự giãn mạch nhanh chóng trong vài phút sau khi tắc. Trong một trái tim bình thường, hầu như không tồn tại các chỗ nối giữa các động mạch. Tuy nhiên, nhiều chỗ nối vẫn tồn tại trong các động mạch có đường kính nhỏ hơn 20 đến 250 micromet. Khi sự cố bất ngờ xảy ra tại động mạch vành, có chỗ nối nhỏ bắt đầu giãn ra trong vòng vài giây. Tuy nhiên, máu chảy qua các mạch ít hơn một nửa so với cần thiết để giữ cho hoạt động cơ tim mà nó có thể cung cấp; đường kính của các mạch nhỏ không mở rộng nhiều hơn nữa cho 8 đến 24 giờ tiếp theo. Nhưng sau đó lưu lượng máu đến bắt đầu tăng gấp đôi trong ngày hai hoặc ngày thứ ba và thường đạt bình thường hoặc gần như bình thường mạch vành trong vòng khoảng 1 tháng. Vì những phát triển các mạch nối, nhiều bệnh nhân hồi phục gần như hoàn toàn từ mức độ khác nhau của mức độ tắc của mạch vành.
Khi xơ vữa động mạch, co thắt động mạch vành phát triển chậm trong nhiều năm trước chứ không phải là bất ngờ, mạch nối có thể phát triển tại cùng một thời gian trong khi xơ vữa động mạch càng trở nên trầm trọng hơn. Vì thế, người đó có thể chưa bao giờ trải cơn cấp tính rối loạn chức năng tim. Cuối cùng, tuy nhiên, xơ cứng quá trình phát triển vượt ra ngoài giới hạn của ngay cả những mạch nối cung cấp máu cần thiết, và đôi khi các mạch máu nối tự phát triển xơ vữa động mạch. Khi điều này xảy ra, các cơ tim trở nên hạn chế về mặt chức năng và tim có thể không bơm đủ lượng yêu cầu bình thường của dòng máu. Đây là một trong những nguyên nhân phổ biến nhất gây suy tim ở người lớn tuổi.

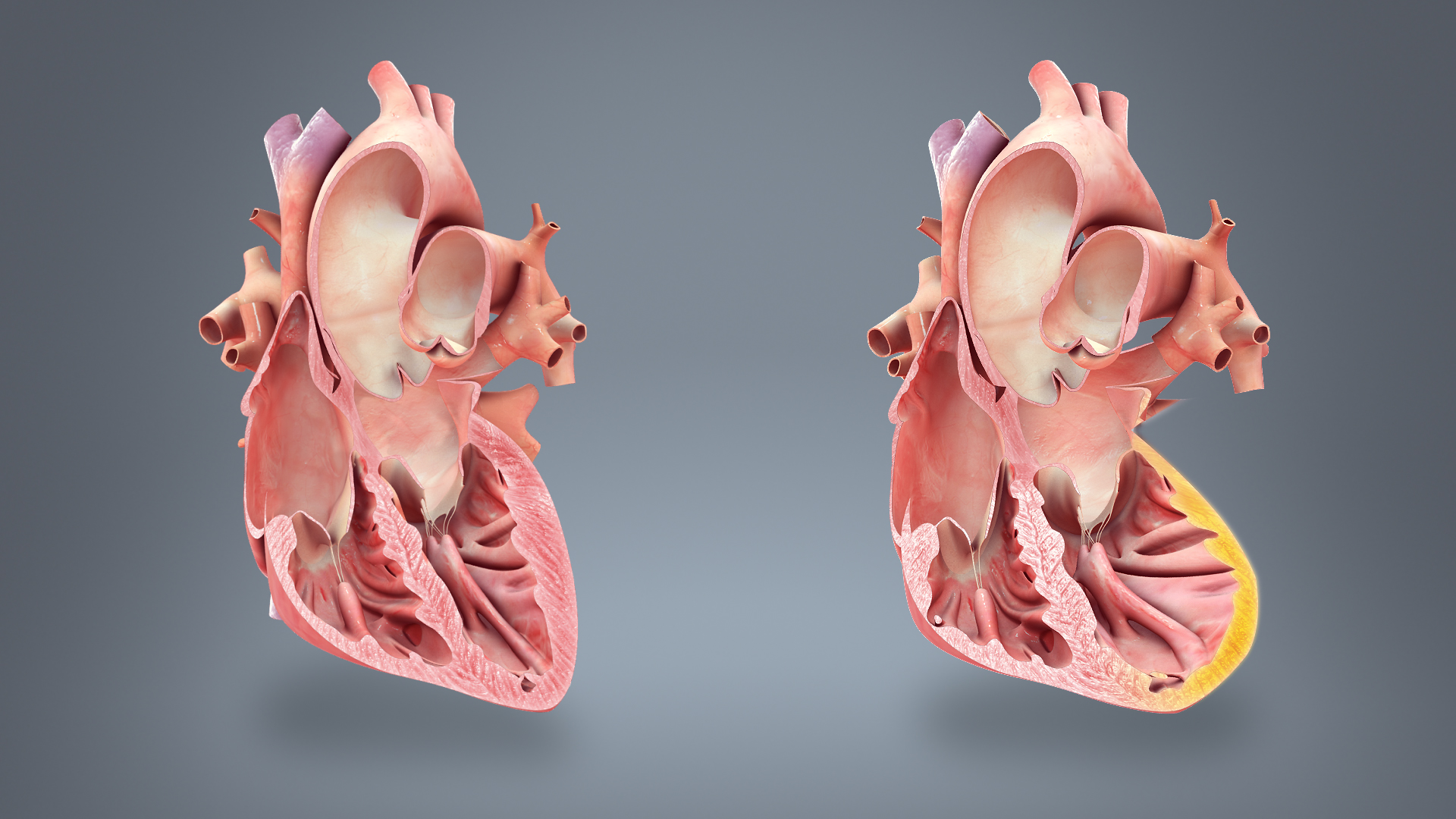
Mô phỏng nhồi máu cơ tim

### Nhồi máu cơ tim
Ngay sau khi tắc mạch vành cấp tính, máu chảy hết ra ngoài mạch trừ một lượng nhỏ máu qua các mạch nối. Các khu vực được cấp máu ít hoặc không được lưu thông nó không thể duy trì hoạt động của cơ tim. Toàn bộ quá trình gọi là nhồi máu cơ tim. Ngay sau khi sự khởi đầu của nhồi máu, một lượng nhỏ máu mạch nối bắt đầu thấm vào khu vực thiếu máu. Trong đó, kết hợp với sự giãn mạch máu, gây ra các khu vực để trở nên quá đầy máu ứ đọng. Đồng thời các sợi cơ sử dụng oxy trong máu, gây ra các hemoglobin trở thành hoàn toàn khử oxy. Do đó, khu vực thiếu máu có màu xanh nâu, và mạch máu được căng ra mặc dù thiếu lưu lượng máu. Trong giai đoạn sau, các thành mạch trở nên tăng tính thấm thoát dịch; các mô cơ tim phù nề, và các bắt đầu sưng lên vì sự trao đổi chất của tế bào giảm. Trong vòng một vài giờ hầu như không có nguồn cung cấp máu, cơ tim chết.
Cơ tim cần khoảng 1,3 ml oxy/ 100 gram mô cơ / phút chỉ để duy trì sự sống. Trong đó khi nghỉ ngơi, khoảng 8 ml oxy mỗi 100 gram được gửi đến các tâm thất trái mỗi phút. Vì vậy, nếu có 15 đến 30% lưu lượng máu mạch vành bình thường, các cơ tim sẽ không chết. Trong phần trung tâm của một vùng nhồi máu lớn, tuy nhiên, nơi hầu như không có mạch bên, các cơ tim sẽ chết.

### Nhồi máu dưới màng trong tim
Các cơ ở dưới màng trong tim thường xuyên trở thành thiếu máu ngay cả khi không có thiếu máu bề mặt cơ tim. Bời vì cơ dưới màng trong tim có nhu cầu oxy cao hơn và khó có thêm lưu lượng máu của mạch vành (do chịu ảnh hưởng bởi tâm thu của tim). Vì vậy màng trong tim chịu ảnh hưởng đầu tiên sau đó lan ra mặt ngoài tim.

## Nguyên nhân tử vong sau khi tắc mạch vành cấp tính
Có 4 nguyên nhân.

### Giảm cung lượng tim - shock do tim
Khi một số sợi cơ tim là không hoạt động và những sợi khác là quá yếu để tạo lực lớn, không đủ khả năng tống máu của tâm thất. Thật vậy, tổng thể sức bơm của tim thiếu máu thường giảm, ta có thể gọi hiện tượng gọi là căng tâm thu. Đó là, khi các phần bình thường của cơ tâm thất, phần thiếu máu cục bộ của các cơ tim, cho dù đó là chết hoặc đơn giản là không có chức năng, thay tạo áp lực ra bên ngoài động mạch mà phát triển bên trong tâm thất. Do đó, phần lớn các lực bơm của tâm thất bị tiêu tan bởi căng phồng của các khu vực của cơ tim không có chức năng. Khi tim trở nên không có khả năng tạo đủ lực lượng để bơm đủ máu ra nhánh động mạch, suy tim và chết của các mô ngoại vi xảy ra sau đó như là kết quả của thiếu máu ngoại vi. Sốc tim hầu như luôn luôn xảy ra khi hơn 40 phần trăm của tâm thất trái bị thiếu máu, và cái chết xảy ra trong hơn 70% bệnh nhân bị sốc tim.

### Ứ máu hệ thống tĩnh mạch
Khi tim không bơm máu về phía trước, nó phải ngăn cản máu về tim từ mạch máu của phổi hoặc trong hệ tuần hoàn. Điều này dẫn đến tăng áp lực mao mạch, đặc biệt là ở phổi. Việc ngăn máu trong các tĩnh mạch thường ít gây khó khăn trong vài giờ đầu tiên sau khi nhồi máu cơ tim. Các triệu chứng ngày càng tăng lên do: giảm cung lượng tim dẫn đến lưu lượng máu giảm đến thận. Thận bài tiết không đủ lượng nước tiểu giúp làm tăng khối lượng máu dẫn đến xung huyết. Do đó, nhiều bệnh nhân đang bình thường sau khi khởi phát của suy tim đột ngột dẫn đến phù phổi cấp tính và thường sẽ chết trong vòng một vài giờ sau khi sự xuất hiện của các triệu chứng ở phổi.

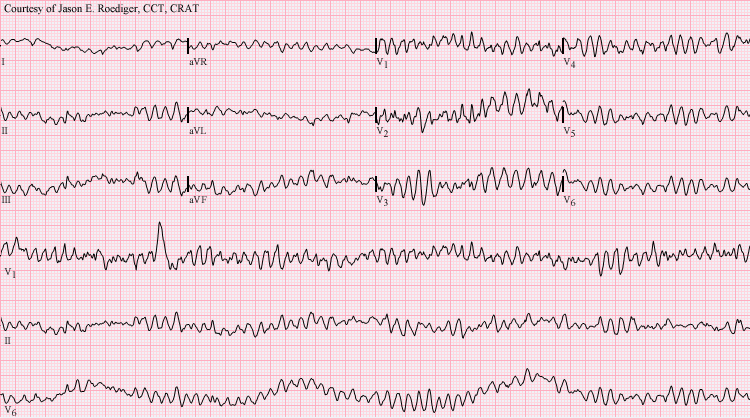
Điện tâm đồ bệnh nhân bị rung thất

### Rung thất
Nhiều người tử vong vì tắc mạch vành, cái chết xảy ra do rung thất bất ngờ. Khuynh hướng rung thất (hay còn gọi là rung tâm thất) sau một nhồi máu lớn, nhưng đôi khi rung thất có thể xảy ra sau khi tắc mạch nhỏ. Thật vậy, một số bệnh nhân suy mạch vành mãn tính chết đột ngột do rung thất mà không có bất kỳ nhồi máu cấp tính. Rung thất trai qua hai giai đoạn sau khi nhồi máu động mạch vành. Giai đoạn đầu tiên là trong 10 phút sau khi nhồi máu xảy ra. Sau đó, có một thời gian ngắn tương đối an toàn, tiếp theo là giai đoạn thứ hai, kích thích tim trong 1 giờ hoặc lâu hơn sau đó và kéo dài trong một vài giờ. Rung cũng có thể xảy ra nhiều ngày sau khi nhồi máu nhưng khả năng đó ít xảy ra.
Ít nhất có 4 yếu tố trong rung thất:
1. Mất nguồn cung cấp máu cho cơ tim gây ra sự suy giảm nhanh chóng của kali ở tế bào cơ tim. Điều này cũng làm tăng nồng độ kali trong dịch ngoại bào xung quanh các sợi cơ tim. Các thí nghiệm tiêm kali vào hệ mạch vành cho thấy nồng độ K+ dịch ngoại bào tăng làm tăng khả năng của rung thất.
2. Thiếu máu cơ tim do nguyên nhân "chấn thương dẫn truyền" liên quan đến điện tâm đồ của bệnh nhân nhồi máu tim cấp. Cơ tim bị thiếu máu không được tái phân cực màng tế bào sau một nhịp tim, làm mặt ngoài cả cơ tim bị thiếu máu mang điện tích âm nhiều hơn so với cơ tim bình thường ở vị trí khác trên quả tim. Do đó xung phát ra từ nút xoang từ vùng thiếu máu đến các vùng bình thường có thể tạo ra nhịp bất thường, có nguy cơ xảy ra cơn rung thất.
3. Phản xạ giao cảm thường phát triển sau khi nhồi máu lớn, chủ yếu là bởi vì tim không bơm đủ khối lượng đủ máu vào động mạch, dẫn đến giảm huyết áp. Các kích thích giao cảm tăng lên và dễ kích thích cơ tim do đó rung thất xảy ra.
4. Giãn cơ tim quá mức trong nhồi máu thường gây ra tâm thất giãn ra quá mức. Giãn nở quá mức này làm tăng chiều dài để dẫn truyền xung động từ nút xoang và thường xuyên gây ra các con đường dẫn truyền bất thường xung quanh khu vực thiếu máu cơ tim.

### Vỡ tim khu vực thiếu máu
Trong ngày đầu tiên hoặc sau một nhồi máu cấp tính, ít có nguy cơ vỡ tim tại phần thiếu máu cục bộ. Nhưng một vài ngày sau đó, các sợi cơ bắt đầu thoái hóa, và tim thường bị kéo giãn mỏng. Khi điều này xảy ra, cơ chết lồi ra ngoài đến một mức độ nghiêm trọng với mỗi lần tim co bóp và huyết áp tâm thu tăng ngày một lớn hơn và cho đến vỡ tim. Trong thực tế, sử dụng X quang để đánh giá mức độ nghiêm trọng nhồi máu cơ tim. Khi tâm thất vỡ, máu tràn vào màng ngoài tim gây nên chèn ép tim và máu không thể vào tâm nhĩ phải, và bệnh nhân chết vì đột ngột giảm cung lượng tim.

### Các giai đoạn trong quá trình hồi phục từ cơn nhồi máu cơ tim
Khi mà cơn nhồi máu cơ tim diện nhỏ thì phần nhỏ hoặc không có sự chết của các tế bào cơ tim. Nhưng một phần của cơ tim sẽ trở nên không còn chức năng một cách tạm thời vì không đủ dinh dưỡng cho sự co cơ xảy ra. Khi vùng thiếu máu cục bộ là lớn, một số các sợi cơ ở trung tâm của khu vực chết nhanh chóng, trong vòng 1-3 giờ, nơi có tổng ngừng cung cấp máu động mạch vành. Ngay lập tức xung quanh khu vực chết là một khu vực không còn chức năng, với không thể co cơ và dẫn truyền xung động. Sau đó, mở rộng chu vi xung quanh khu vực không có chức năng là khu vực có sự co cơ nhưng yếu vì sự thiếu máu nhẹ.

#### Thay thế mô sẹo chết
Một thời gian ngắn sau khi tắc, các sợi cơ ở trung tâm của vùng thiếu máu cục bộ chết. Sau đó, trong những ngày tiếp theo đó, khu vực này của sợi chết trở nên lớn hơn bởi nhiều sợi ở mép (rìa) cuối cùng cũng không chống nổi sự thiếu máu cục bộ kéo dài. Đồng thời, do sự mở rộng của các nhánh động mạch bên ở ngoài rìa của vùng bị nhồi máu, nhiều cơ tim không còn chức năng được hồi phục. Sau một vài ngày đến 3 tuần, hầu hết các cơ bắp không có chức năng trở thành chức năng một lần nữa hoặc chết một lần khác. Trong khi đó, mô sợi bắt đầu phát triển trong các mô đã chết vì thiếu máu cục bộ có thể kích thích sự tăng trưởng của các nguyên bào sợi và thúc đẩy phát triển lớn hơn số lượng bình thường của mô xơ. Do đó, các mô cơ chết đang dần được thay thế bởi mô xơ. Sau đó, bởi vì nó là một sở hữu chung của mô sợi chịu quá trình co và chết dần, các vết sẹo xơ có thể tăng trưởng ít hơn trong khoảng thời gian vài tháng đến một năm. Cuối cùng, các khu vực bình thường của tim phình to ra để bù đắp ít nhất một phần cho sự chết dần cơ bắp ở tim. Như vậy, Tim phục hồi một phần hoặc gần như hoàn toàn trong vòng một vài tháng

#### Giá trị của Nghỉ ngơi trong điều trị nhồi máu cơ tim
Mức độ của cái chết tế bào tim được xác định bởi mức độ thiếu máu cục bộ và khối lượng công việc trên cơ tim. Khi khối lượng công việc tăng lên rất nhiều, chẳng hạn như khi tập thể dục, trong căng thẳng tinh thần nghiêm trọng, hoặc là kết quả của sự mệt mỏi, nhu cầu tim tăng oxy và dinh dưỡng khác để nhu cầu của mình. Hơn nữa, các mạch máu thông nối cung cấp máu cho vùng thiếu máu cục bộ của trung tâm cũng vẫn phải cung cấp cho các phần cơ của tim khác. Khi trái tim trở nên quá sức, các mạch máu của các cơ tim từ bình thường trở nên giãn ra rất nhiều. Giãn nở này cho phép hầu hết các máu chảy vào các mạch vành để chảy qua các mô cơ bình thường, do đó để lại chút máu chảy qua các mạng nối kênh nhỏ vào khu vực thiếu máu cục bộ; kết quả là, tình trạng thiếu máu cục bộ nặng hơn. Tình trạng này được gọi là hội chứng "lấy trộm máu của mạch vành". Do đó, một trong những yếu tố quan trọng nhất trong điều trị nhồi máu cơ tim là tuân thủ của cơ thể nghỉ ngơi tuyệt đối trong quá trình phục hồi (có thể hiểu sự lấy trộm máu của mạch vành là sự cung cấp máu cho vùng lành tăng, còn cung cấp máu cho vùng bị thiếu máu lại giảm đi).

#### Chức năng của tim sau sự hồi phục từ cơn nhồi máu cơ tim.
Thỉnh thoảng, một trái tim đã hồi phục từ một nhồi máu cơ tim sẽ hồi phục lẫn chức năng và khả năng, nhưng khả năng bơm máu thường xuyên của nó là giảm vĩnh viễn dưới mức của một trái tim khỏe mạnh. Điều này không có nghĩa là người đó có một trái tim không có hiệu lực hoặc cung lượng tim khi nghỉ ngơi là thấp dưới mức bình thường, bởi vì tim bình thường có khả năng bơm 300-400 phần tram máu nhiều hơn mỗi phút, hơn là cơ thể đòi hỏi trong thời gian còn lại, đó là một người bình thường có một "dự trữ tim" từ 300 đến 400 phần trăm. Ngay cả khi dự trữ tim giảm xuống ít nhất là 100 phần trăm, người đó vẫn có thể thực hiện hầu hết các hoạt động hàng ngày bình thường nhưng việc tập thể dục sẽ không thể vất vả, bởi vậy sẽ làm quá tải tim.

#### Cơn đau trong bệnh mạch vành.
Thông thường, một người không thể "cảm thấy" trái tim của mình, nhưng cơ tim thiếu máu cục bộ thường gây ra cảm giác đau đớn đó là đôi khi nghiêm trọng. Chính xác những gì gây ra nỗi đau này không được biết, nhưng người ta tin rằng thiếu máu cục bộ gây ra các cơ để sản xuất các chất có tính axit như axit lactic, hoặc các sản phẩm tăng cảm nhận đau, chẳng hạn như histamine, kinin, hoặc các enzym phân giải protein của tế bào, mà không được loại bỏ nhanh chóng, đủ bằng các từ từ di chuyển lưu lượng máu mạch vành. Nồng độ cao của các sản phẩm này không bình thường sau đó kích thích tận cùng đau dây thần kinh trong cơ tim, truyền các xung động đau thông qua các sợi thần kinh hướng tâm vào hệ thần kinh trung ương.

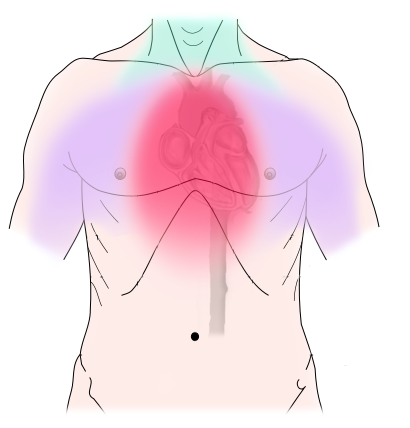
Sơ đồ cho thấy đau trong bệnh động mạch vành, thường đau ở giữa ngực. Đau cũng có thể lan lên cổ, hàm, vai, lưng, cánh tay.

#### Đau thắt ngực
Trong hầu hết những người chịu được sưu thắt dần các động mạch vành của họ, đau tim, gọi là cơn đau thắt ngực, bắt đầu xuất hiện bất cứ khi nào lượng máu tải về trái tim trở nên quá lớn có quan hệ đến lượng máu lưu thông động mạch vành. Cơn đau này thường cảm thấy bên dưới xương ức phía trên trong tim, và ngoài ra nó thường được gọi là khu vực bề mặt xa của cơ thể, thường gặp nhất là cánh tay trái và vai trái. Nhưng cũng thường xuyên lan lên cổ và thậm chí sang một bên của khuôn mặt. Lý do cho sự phân bố này của nỗi đau là vì phôi thai tim bắt nguồn ở vùng cổ, cũng như cánh tay. Do đó, cả trái tim và các khu vực bề mặt của cơ thể nhận được sợi dây thần kinh đau từ cùng trên một đoạn tủy sống.

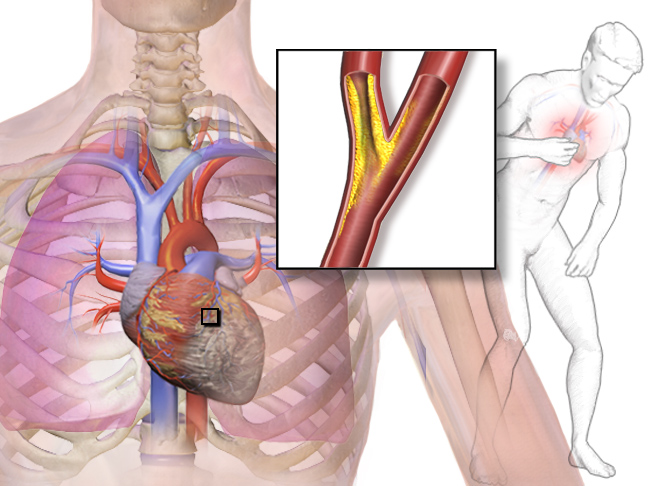
Minh họa cơn đau thắt ngực

Hầu hết những người có cơn đau thắt ngực mãn tính cảm thấy đau khi tập thể dục hoặc khi họ trải nghiệm xúc cảm làm tăng sự trao đổi chất của trái tim hoặc tạm thời co mạch vành vì tín hiệu co mạch thần kinh giao cảm. Đau đau thắt ngực cũng xuất hiện bởi nhiệt độ lạnh hoặc do có một sự đầy bụng, cả hai đều làm tăng khối lượng công việc của tim. Cơn đau thường kéo dài chỉ một vài phút. Tuy nhiên, một số bệnh nhân có thiếu máu nghiêm trọng và lâu dài như vậy mà đau là xuất hiện ở mọi lúc. Cơn đau thường được mô tả như nóng, ép, và co thắt và với một tính chất đau như vậy mà nó thường làm cho bệnh nhân ngưng mọi hoạt động cơ thể không cần thiết.
Một số loại thuốc giãn mạch, khi dùng trong một cơn đau thắt ngực cấp tính, thường có thể dung để cứu trợ ngay lập tức để giảm đau. Thường được sử dụng các thuốc giãn mạch ngắn diễn xuất là nitroglycerin và thuốc nitrat. Thuốc giãn mạch khác, chẳng hạn như angiotensin - ức chế men chuyển, thuốc chẹn thụ thể angiotensin, thuốc chẹn kênh calci, và ranolazine, có thể có ích trong điều trị đau thắt ngực ổn định mãn tính. Một nhóm thuốc được sử dụng để điều trị kéo dài của cơn đau thắt ngực là các thuốc chẹn beta, như propranolol. Những loại thuốc ngăn chặn các recep-beta-adrenergic, ngăn ngừa tăng cường giao cảm của nhịp tim và chuyển hóa tim khi tập thể dục hoặc cảm xúc tình cảm. Do đóma. Những loại thuốc ngăn chặn các recep-beta-adrenergic, ngăn ngừa tăng cường giao cảm của nhịp tim và chuyển hóa tim khi tập thể dục hoặc cảm xúc tình cảm. Do đó, điều trị với thuốc chẹn beta làm giảm nhu cầu của tim oxy hóa thêm trong điều kiện căng thẳng. Vì những lý do hiển nhiên, liệu pháp này cũng có thể giảm số lượng các cuộc tấn công đau thắt ngực, cũng như mức độ nghiêm trọng của nó.

## Phẫu thuật điều trị nhồi máu cơ tim

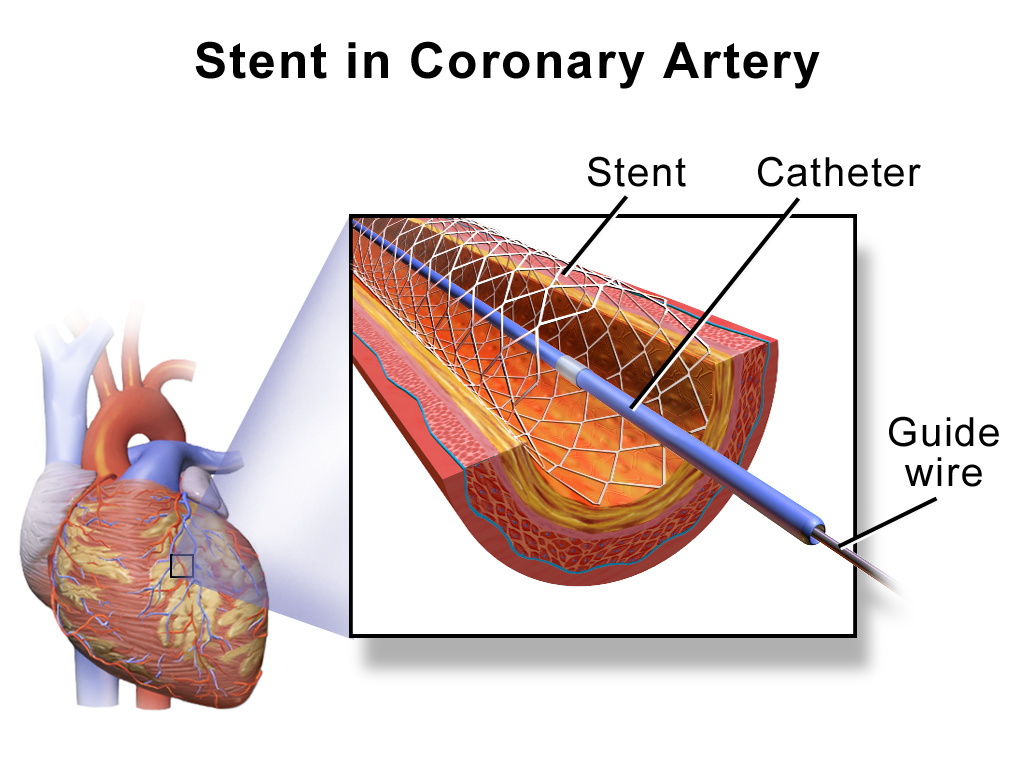
Minh họa stent trong mạch vành

### Bắc cầu động mạch vành (Bypass)
Ở nhiều bệnh nhân bị thiếu máu mạch vành, vùng bị tắc động mạch vành xảy ra tại một vài điểm rời rạc bị chặn bởi căn bệnh xơ vữa động mạch, và các mạch vành ở những nơi khác là bình thường hoặc gần như bình thường. Trong những năm 1960 một thủ thuật phẫu thuật được gọi là ghép động mạch chủ-vành phẫu thuật bắc cầu động mạch vành (CABG) đã được phát triển, trong đó một phần của một tĩnh mạch dưới da được lấy ra từ một cánh tay hoặc chân và sau đó ghép từ gốc động mạch chủ cho các bên của một động mạch vành vượt qua điểm tắc nghẽn xơ vữa động mạch. Một đến năm lần ghép như vậy thường được thực hiện, (thường phẫu thuật tạo ba nhánh cho đến năm nhánh) mỗi trong số đó cung cấp một nhánh động mạch vành nằm phía ngoài chỗ tắc.
Cơn đau thắt ngực được thuyên giảm ở hầu hết các bệnh nhân. Ngoài ra, ở những bệnh nhân mà trái tim không trở nên quá bị hỏng nặng trước khi hoạt động, thủ thuật ByPASS có thể cung cấp cho các bệnh nhân với hi vọng có cuộc sống bình thường. Nếu trái tim đã bị hư hại nghiêm trọng, tuy nhiên, thủ thuật bypass sẽ ít có giá trị.

### Nong mạch vành (coronary angioplasty)
Từ những năm 1980, một thủ thuật đã được sử dụng để mở mạch vành bị chặn một phần trước khi nó bị tắc hoàn toàn. Thủ thuật này, được gọi là nong mạch vành động mạch, được thực hiện như sau: Một ống thông bong bóng nghiêng nhỏ, khoảng 1 millimet đường kính, được thông qua dưới sự hướng dẫn chụp ảnh phóng xạ vào hệ thống mạch vành và đẩy qua một phần chỗ tắc động mạch cho đến khi phần bóng của ống thông nằm giữa điểm làm tắc. Sau đó bóng được bơm với áp lực cao, trải dài động mạch bị tắc. Sau khi thủ thuật này được thực hiện, các dòng chảy của máu qua động mạch thường tăng gấp ba đến bốn lần, và hơn 75 phần trăm các bệnh nhân trải qua các thủ thuật được giải phóng khỏi các triệu chứng thiếu máu cục bộ ở mạch vành ít nhất là vài năm, mặc dù rất nhiều bệnh nhân vẫn phải phẫu thuật bắc cầu động mạch vành.
Ống lưới thép không gỉ nhỏ gọi là "stent" đôi khi được đặt bên trong một động mạch vành giãn ra bởi tạo hình mạch để giữ cho động mạch mở, do đó ngăn ngừa tái hẹp của nó. Trong vòng một vài tuần sau khi đặt stent được đặt trong động mạch vành, nội mạc thường phát triển trên bề mặt kim loại của ống đỡ động mạch, cho phép máu chảy thông suốt thông qua các stent. Tuy nhiên, sự đóng lại (tái hẹp) của động mạch vành xảy ra ở khoảng 25 đến 40 phần trăm bệnh nhân được điều trị bằng nong mạch, thường là trong vòng 6 tháng của các thủ thuật ban đầu. Tái hẹp thường là do sự hình thành quá mức của mô sẹo mà phát triển bên dưới nội mạc mới khỏe mạnh đó đã phát triển qua stent. Ống đỡ động mạch gần đây có phóng thích thuốc (stent thuốc tẩy rửa :drug elating stent) có thể giúp ngăn ngừa sự phát triển quá mức của mô sẹo.
Các thủ thuật mới cho việc mở động mạch vành xơ vữa không ngừng phát triển trong việc thực nghiệm. Một trong các thủ thuật này là sử dụng một chùm tia laser từ trên đỉnh của một ống thông động mạch vành nhắm vào các tổn thương do mảng xơ vữa. Các laser làm tiêu tan tổn thương mà không gây tổn hại đáng kể phần còn lại của thành động mạch.